# Snégourotchka (Tchaïkovski)
Pour les articles homonymes, voir Snégourotchka (homonymie).
Snégourotchka (en russe : Снегурочка ; en orthographe précédant la réforme de 1917-1918 : Снѣгурочка), op. 12, est une musique de scène de Piotr Ilitch Tchaïkovski composée entre mars et avril 1873 pour accompagner la pièce du même nom d'Alexandre Ostrovski écrite la même année. Snégourotchka fut représentée pour la première fois au théâtre Bolchoï, à Moscou, le 23 mai 1873.
La pièce s'inspire de la légende de Snégourotchka, la « fille de neige », personnage traditionnel du folklore russe.